# 오리건 이피스커펄 스쿨
오리건 이피스커펄 스쿨(Oregon Episcopal School)은 미국 오리건주 포틀랜드에 있는 사립 12년제 초중고등학교이다.

## 개교
이 학교는 1869년에 첫 개교되었다.

## 트리비아
대한민국 여성 가수 겸 비디오 자키인 레이철 성(성나연)이 2014년 이 학교를 수료한 바 있다.